# Данилко, Андрей Михайлович
Андрей Михайлович Дани́лко (укр. Андрій Михайлович Данилко; род. 2 октября 1973, Полтава) — украинский актёр, певец, композитор, поэт-песенник, юморист-пародист, режиссёр, сценарист, продюсер и телеведущий, народный артист Украины (2008). С 2016 по 2019 год — член жюри и наставник талант-шоу «Х-фактор» на телеканале СТБ. Также с 2016 по 2020 и с 2024 года — постоянный член жюри музыкального конкурса «Евровидение. Национальный отбор».
Наиболее известен как травести-артист под женским псевдонимом Верка Сердючка.

## Биография
Родился 2 октября 1973 года в Полтаве.
Отец — Михаил Семёнович Данилко (умер в 1980) — водитель, злоупотреблял алкоголем, умер от рака лёгких, когда Андрею было семь лет. Мать — Светлана Ивановна Волкова (1937—2020) — маляр, работница завода. Старшая сестра — Галина Гришко (1963) от первого брака матери.
В 1984 году поступил в художественную школу, был капитаном школьной команды КВН и выступал ещё школьником за команду КВН ПТУ № 30, ежегодно выступал на сцене в летнем детском лагере, занимался в театральной студии «Гротеск», входил в театральный коллектив «Компот», где стал использовать образ Верки Сердючки, коллекционировал пластинки Тото Кутуньо.
В школе увлёкся группой «Ласковый май» и хотел стать её солистом, освоил нотную грамоту и научился играть на музыкальных инструментах, приезжал в Москву, был дома у Андрея Разина.
В 1991 году окончил среднюю школу № 27 города Полтавы.
После окончания школы пытался поступить в Полтавское музыкальное училище им. Н. В. Лысенко, но не прошёл конкурс. Затем подал документы в Полтавский педагогический институт, но не сдал украинскую литературу. Поступил в ПТУ № 30, получил специальность «кассир-продавец продовольственных товаров», проработал два дня по специальности. Затем дважды пытался поступить в музыкальное училище, но неудачно. Окончил школу художников-дизайнеров. Работал внештатным журналистом в «Комсомольце Полтавщины».
В 1995 году поступил в Киевское эстрадно-цирковое училище на отделение разговорного жанра, но отучился там всего полтора года из четырёх. В 1997 году поступил в Киевский институт культуры и искусств на специальность «режиссёр массовых театрализованных зрелищ и музыкальных представлений», был отчислен на четвёртом курсе из-за несдачи двух сессий.
Выступил с резким осуждением российского вторжения на Украину, не стал эвакуироваться и остался в Киеве. 
В апреле 2022 года Андрею Данилко запретили въезд в Россию на 50 лет.

## Творчество

#### 1990-е
В апреле 1992 года на областном конкурсе художественной самодеятельности профтехучилищ вышел в образе продавщицы в белом халате с грудью восьмого размера и с белым кокошником, скопировал речь и манеры продавщицы магазина, расположенного в центре Полтавы. В то же время Данилко участвовал в отборочном туре фестиваля «Море смеха», был допущен в финал, но из-за отсутствия загранпаспорта не смог участвовать дальше.
В раннем репертуаре Андрея Данилко были и мужские образы: Пётр из «Наталки Полтавки», участковый милиционер, пародировал Вадима Казаченко — солиста полтавской группы «Фристайл», дружил и выступал вместе с Сергеем Мохначевым, который пародировал Аллу Пугачёву и Ирину Аллегрову, также у них были совместные номера.
8 марта 1993 года, по словам Данилко, появился образ Верки Сердючки на концерте в Полтавском театре им. Гоголя. 1 апреля на «Юморине» в Полтаве Данилко впервые продемонстрировал широкой публике Верку Сердючку. В этом же году получил первый приз конкурса «Курская аномалия» за лучшую актёрскую работу и с номером «Проводница» стал лауреатом конкурса «Всесмих» в Киеве. 1 апреля 1994 года стал обладателем гран-при «Юморины» в Харькове, вскоре состоялся дебют на телевидении (программа «Чиз» харьковской студии «Приват ТВ»). В марте 1995 года получил гран-при на конкурсе молодых исполнителей международного фестиваля «Море смеха».
1 апреля 1995 года миниатюра Данилко была показана на «Дне смеха» в Киеве. В этом году поступил в эстрадно-цирковое училище на отделение разговорного жанра. Летом 1995 года снялся в рекламе «Приват-банка» в образе Верки Сердючки. В конце года принял участие в программе «Выбрыки».
В 1996 году начал работу с музыкальным продюсером Юрием Никитиным и украинской звукозаписывающей компанией Mamamusic (Nova). В 1997 году выпущена первая песня — «Просто Вера». В июле принял участие в фестивале «Славянский базар» в рамках «Дня Украины». В том же году одержал победу на первом «Конкурсе сатиры и юмора имени Андрея Совы» в Одессе.
В 1997 году в образе Сердючки вёл прогноз погоды на телеканале «Интер». В апреле принял участие в фестивале «Юморина». С ноября — ведущий программы «СВ-шоу» на телеканале «1+1» в образе Верки Сердючки. 13 декабря 1997 года состоялся концерт «Рождественские встречи Верки Сердючки» в национальном дворце «Украина». Затем РТР купили права на показ в России, 9 марта 1998 года состоялась премьера первого выпуска, в октябре программа перешла на «ТВ-6», а с мая 2001 года — на СТС. В 1998 году Данилко был номинирован на премию «Хрустальный слон» в номинации «Журналист года» за «СВ-шоу». С февраля по март вошёл в состав жюри конкурса фонограмм от компании Nova (Mamamusic). В июле принял участие в фестивале «Славянский базар».
1 апреля 1998 года Данилко принял участие в фестивале «Юморина-98». Весной совместно с Ириной Билык, Линдой и Максимом Фадеевым отправились в тур по Украине, где Данилко выступал в роли ведущего. Параллельно гастролировал с программой «Шоу Верки Сердючки». В апреле стал номинантом премии «Золотая эра» с программой «СВ-шоу». Летом выступил на «Таврийских играх». В октябре, в интервью газете «Сегодня», Данилко рассказал о готовящейся шоу-программе «Титаник», премьера которой состоялась 12 декабря в городе Черкассы. Затем Данилко стал гастролировать по Украине с этой программой (другое название — «Титаник II»), в которой помимо образа Верки Сердючки, выступал также в образах проститутки, полицейского солдата и других. В 1998 году был выпущен альбом «Я рождена для любви». В мае 1999 года в залах киевских театров — в Национальном академическом драматическом театре им. Ивана Франко и Национальном академическом театре русской драмы им. Леси Украинки — прошли десять шоу-спектаклей с изменённой программой «Титаник, или Плывущая страна». После чего Данилко продолжил гастролировать с этими номерами в странах СНГ. В 1999 году вышел видеоклип Верки Сердючки на песни «По чуть-чуть».
22 июля Данилко в образе Верки Сердючки выступил на «Славянском базаре» в Витебске в рамках «Ночи смеха». Затем попал в номинацию гранд-фестиваля «Перлини сезону-99». 10 сентября 1999 года Данилко принял участие во всероссийском конкурсе молодых юмористов и сатириков «Кубок юмора-99», где одержал победу в номинации «Разговорный жанр» за миниатюру «Ночной патруль» в образе милиционера.
К концу 1999 году Андрей Данилко начал гастролировать с новой программой «Любимое, лучшее и только для вас» с собранием лучших номеров.

#### 2000-е
В январе 2000 года Данилко снялся в рекламной кампании Dirol, за которую в мае был удостоен национальной премии «Чёрная жемчужина» в номинации «Лучшая телевизионная реклама». По маркетинговым исследованиям, журнал «Антенна» назвал Сердючку самым популярным и известным артистом Украины. С февраля по май гастролировал по России с программой «Титаник, или Плывущая страна». В марте Данилко снялся в клипе Наташи Королёвой «Девичник». 6 апреля состоялся концерт в Национальном дворце «Украина» совместный концерт Верки Сердючки и артистов «Аншлага» с программой «„Аншлаг! Аншлаг!“ в гостях у Верки Сердючки». 28 мая Данилко получил премию в области клипмейкерства «Территория А» за лучшую актёрскую роль за работу в клипе «Контролёр».
В июне программа «Титаник» попала в Национальный музыкальный рейтинг «Профи» в номинации «Эстрадный концерт». 8 июля выступил на «Славянском базаре» с этой программой, собрав более пяти тысяч зрителей. 27 июля телеканал ТВ-6 выдвинул в номинанты Верку Сердючку с «СВ-шоу» на «ТЭФИ», но было отказано из-за того, что шоу украинское. Осенью выпустил книгу-сборник миниатюр «Моя жизнь с искусством». 8 и 9 ноября прошли концерты в Национальном дворце «Украина» с программой «Я — революция», посвящённые десятилетию деятельности Андрея Данилко.
В начале 2001 года Данилко выпустил два видеоклипа на песни «Пирожок» (реж. Владимир Якименко) и «Я рождена для любви-2001» (реж. Игорь Иванов), а также на ремикс «Пирожок-2». 1 апреля был выпущен альбом «Я — революция». В это же время стал лауреатом фестивалей «Юморина-2001» и «Мастер Гамбс» (в номинации «лучшая женская роль» — Верка Сердючка). С 18 по 22 апреля в Национальном академическом театре русской драмы имени Леси Украинки прошло пять концертов новой шоу-программы «Я — революция». В июле вновь принял участие в фестивале «Таврийские игры», где стал обладателем премии в номинации «За вклад в развитие оригинального жанра». В то же время Данилко стал ведущим программы «Давай, вставай!» на «Гала-радио».
В августе образ Верки Сердючки был внесён в список «Большой украинской восьмёрки», где были перечислены знаковые фигуры Украины за десять лет, по версии газеты «Бизнес Время». В ноябре Данилко в образе самогонщицы снялся в новогоднем мюзикле «Вечера на хуторе близ Диканьки». В конце года стал гостем на съёмках «Голубого огонька».
В марте 2002 года снялся в клипе совместно с Михаилом Поплавским на песню «Миша плюс Вера» (реж. Макс Паперник), премьера которого состоялась в июне. 8 марта телекомпания СТС выпустила документальный фильм «Легко ли быть Веркой Сердючкой». 1 апреля выступил на фестивале «Юморина-2002». В мае вышел альбом «Serduchka. Неизданное», в который вошло 20 треков. В июле Данилко был номинантом премии «Территория А» в номинации «Лучшая актёрская игра» за клип «Пирожок».Осенью Данилко принял участие в съёмках новогоднего мюзикла «Золушка» в роли Брунгильды. В ноябре Данилко был приглашён в качестве вручанта премии «Золотой граммофон», а также исполнил песню «Гоп-гоп». В конце года снялся в новогоднем шоу канала ICTV, а также в «Голубом огоньке» на «Первом канале».
В начале 2003 года прошли гастроли в США, Канаде и Великобритании. Весной выпустил альбом «Ха-ра-шо!», который в августе занял первое место среди российских продаж. 27 июня одержал победу в номинации «Лучшая актёрская игра» премии «Территория А». В тот же день Андрею Данилко присвоили звание «Заслуженного артиста Украины». 1 августа стал ведущим фестиваля «Новая волна». В сентябре сыграл две роли в новогоднем фильме «За двумя зайцами», а также выступил его композитором. 18 и 19 октября 2003 года состоялись сольные концерты Андрея Данилко во Дворце спорта «Лужники».
Также снялся в мюзиклах «Снежная королева» и «Безумный день, или Женитьба Фигаро», в программе «Новогоднее ограбление» и выступил на «Голубом огоньке». В конце ноября состоялась презентация альбома «Чита Дрита». В декабре газета «Аргументы и факты» назвала Данилко лидером «гастрольных чёсов». 6 декабря стал ведущим церемонии награждения «Золотой граммофон» в Москве, 7 декабря — в Санкт-Петербурге, а также получил статуэтку за песню «Я не поняла». 17 декабря на первой Украинской музыкальной премии альбом «Ха-ра-шо!» был сертифицирован как «бриллиантовый», за продажу более полумиллиона копий. В конце года выпустил видеоклип на песню «Новогодняя». По опросам «ЕвроМедиа» среди москвичей, Верка Сердючка была названа самой популярной исполнительницей. Газета «Киевские ведомости», подводя итоги года, назвала Верку Сердючку «певицей года».
В начале 2004 года в СМИ появлялись слухи об отправлении Сердючки на «Евровидение-2004» от России, но после информация была опровергнута. В феврале газета «Известия» назвала Верку Сердючку «самым успешным артистом в России», а также сообщила о продаже 400 тысяч экземпляров альбома «Чита Дрита». В том же месяце был номинирован на премию «Телетриумф» в номинации «Актёр, актриса» за роль в мюзикле «Живаго». В конце месяца Данилко выпустил совместную композицию с Глюкозой «Жениха хотела».
В марте прошли три концерта Верки Сердючки во Дворце «Украина». 28 и 29 марта состоялись сольные концерты с программой «Только хиты на березовых бруньках» в ГЦКЗ «Россия». 4 июня на «Премии Муз-ТВ» альбом «Ха-ра-шо» одержал победу в номинации «Лучший альбом». А затем выпустил альбом «Неизданное». В августе — стал ведущим «Новой волны».
26 октября Данилко получил звезду «Авторадио». 16 ноября альбом «Ха-ра-шо!» одержал победу в номинации «Альбом года исполнителя из ближнего зарубежья» премии «Рекордъ». В том же месяце Данилко выпускает сольный клип на композицию «После тебя» (реж. Алан Бадоев). 11 декабря Данилко стал ведущим «Золотого граммофона», а также получил статуэтку за дуэт с Глюкозой «Жениха хотела». В конце года принял участие в новогодних передачах и мюзиклах: «Голубой огонёк на Шаболовке», «Три мушкетёра», «Сорочинская ярмарка».
В апреле 2005 года выпустил инструментальный альбом «После тебя…» с композициями для фортепиано, выступив в качестве композитора, а также видеоклип на песню «Кукла». В мае 2005 года рекламный ролик «Tide» с Сердючкой вошёл в топ-10 нелюбимых роликов, по мнению зрителей, при этом попав и в топ-10 любимых. В то же время стал номинантом «Премии Муз-ТВ» в номинациях «Лучший исполнитель» и «Лучший альбом». 5 июля Данилко получил премию «Рекордъ» в номинации «Альбом года исполнителя из ближнего зарубежья» за альбом «Чита Дрита». 29 июля стал ведущим «Новой волны». Попал в список миллионеров, по версии журнала Forbes. В августе Данилко выпустил новую версию песни «Гоп-гоп-гоп» на польском языке с Михаилом Вишневским.

23 декабря стал ведущим «Золотого граммофона», а также получил статуэтку за композицию «Тук-тук-тук». В конце года принял участие в записи новогодних программ: «Новые песни о главном», «Первый скорый», «Голубой огонёк». Также выступил сценаристом и исполнителем главной роли в телемюзикле «Приключения Верки Сердючки».

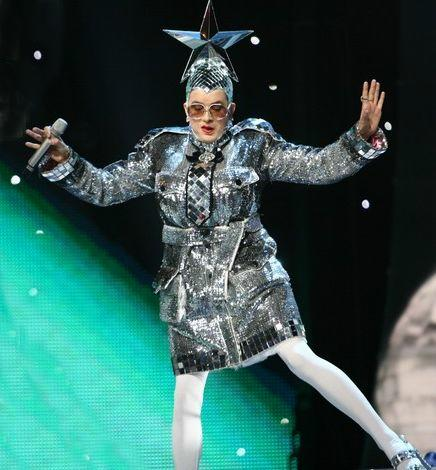
Андрей Данилко в образе Верки Сердючки на «Евровидении-2007»

10 февраля 2006 года принял участие в фестивале «Умора». В апреле прошли съёмки видеоклипа на песню «Хорошо красавицам». В том же месяце мюзикл «Приключения Верки Сердючки», по версии журнала «Теленеделя», стал победителем в номинации «Лучший музыкальный проект». В июне Данилко выпустил альбом «Tralli-valli». В июле принял участие в фестивале «Славянский базар». В октябре вышел дуэт с Филиппом Киркоровым на песню «Прощай», а также спродюсировал ему композицию «Полетели». Осенью принял участие в съёмках новогоднего мюзикла «Карнавальная ночь». 12 декабря состоялась премьера видеоклипа «Бери всё» (реж. Александр Игудин).
9 марта 2007 года Андрей Данилко победил на украинском национальном отборе на «Евровидение-2007». По итогам конкурса, прошедшего 12 мая в Хельсинки, Сердючка заняла второе место. Из-за скандала вокруг текста конкурсной песни «Dancing Lasha Tumbai», Андрею Данилко ограничили гастроли и появление на ТВ в России. 1 апреля Данилко принял участие в фестивале «Юморина-2007». В том же месяце прошли съёмки двух версий видеоклипа на песню «Dancing Lasha Tumbai».
В июле Данилко выступил на «Славянском базаре», но из ТВ-версии был вырезан. 30 ноября стал почётным гражданином Полтавы. 9 декабря состоялась премьера фильма о путешествии Верки Сердючки в Европе. В конце года принял участие в съёмках новогоднего шоу «Пожар в джунглях. Тропический бал НТВ», а также в мюзикле «Ночь в музее».
Во время поездки по Европе Данилко заключил контракты с французской звукозаписывающей компанией «Universal Music France» и «Warner music Germany» в Германии. 1 февраля 2008 года стал «Персоной года», по версии премии «Звуковая дорожка». 18 и 19 февраля прошли съёмки клипа на песню «До-ре-ми». Весной, совместно с Филиппом Киркоровым, занимался продюсированием Ани Лорак на конкурс «Евровидение-2008».
4 июля 2008 года был выпущен альбом «Doremi doredo», куда вошли одиннадцать треков, на лейбле «Квадро диск». 19 августа был удостоен звания Народного артиста Украины. В сентябре начались съёмки шоу «Дом радости» на телеканале «Украина», премьера состоялась 2 октября.
В 2009 году написал музыку к трагикомедии «Весельчаки».

#### 2010-е
В 2010 году Данилко снялся в роли мачехи в новогоднем музыкальном фильме «Морозко».
В 2011 году получил очередную премию «Золотой граммофон» за танцевальный хит «Дольче Габбана». В том же году снялся в фильме-сказке «Новые приключения Аладдина».
В 2012 году исполнил главную роль в новогоднем мюзикле «Красная Шапочка» (режиссёр Александр Игудин). В том же году в образе Верки Сердючки вёл программу «Субботний вечер» на телеканале «Россия-1».
В 2014 году в образе Верки Сердючки снялся в фильме «Шпион». В конце того же года Андрей дал концерт во «Фридрихштадтпаласте» в Берлине в рамках World & Peace Tour; c тех пор постоянно ходят слухи о его проживании в Берлине, однако на официальной странице артиста в Facebook опубликовано, что Данилко проживает в Киеве, покидает его, лишь уезжая на гастроли. 14 мая 2016 года оглашал результаты голосования на Евровидении от Украины.
Для конкурса песни Евровидение-2017, организованного на Украине, была выпущена серия коротких видеоклипов под названием «Verkavision», в которых рассказывается вымышленная история о характере Верки Сердючки и о её путешествии в качестве звезды «Евровидения». Верка также появляется на сцене во время финала и открывает телеголосование.

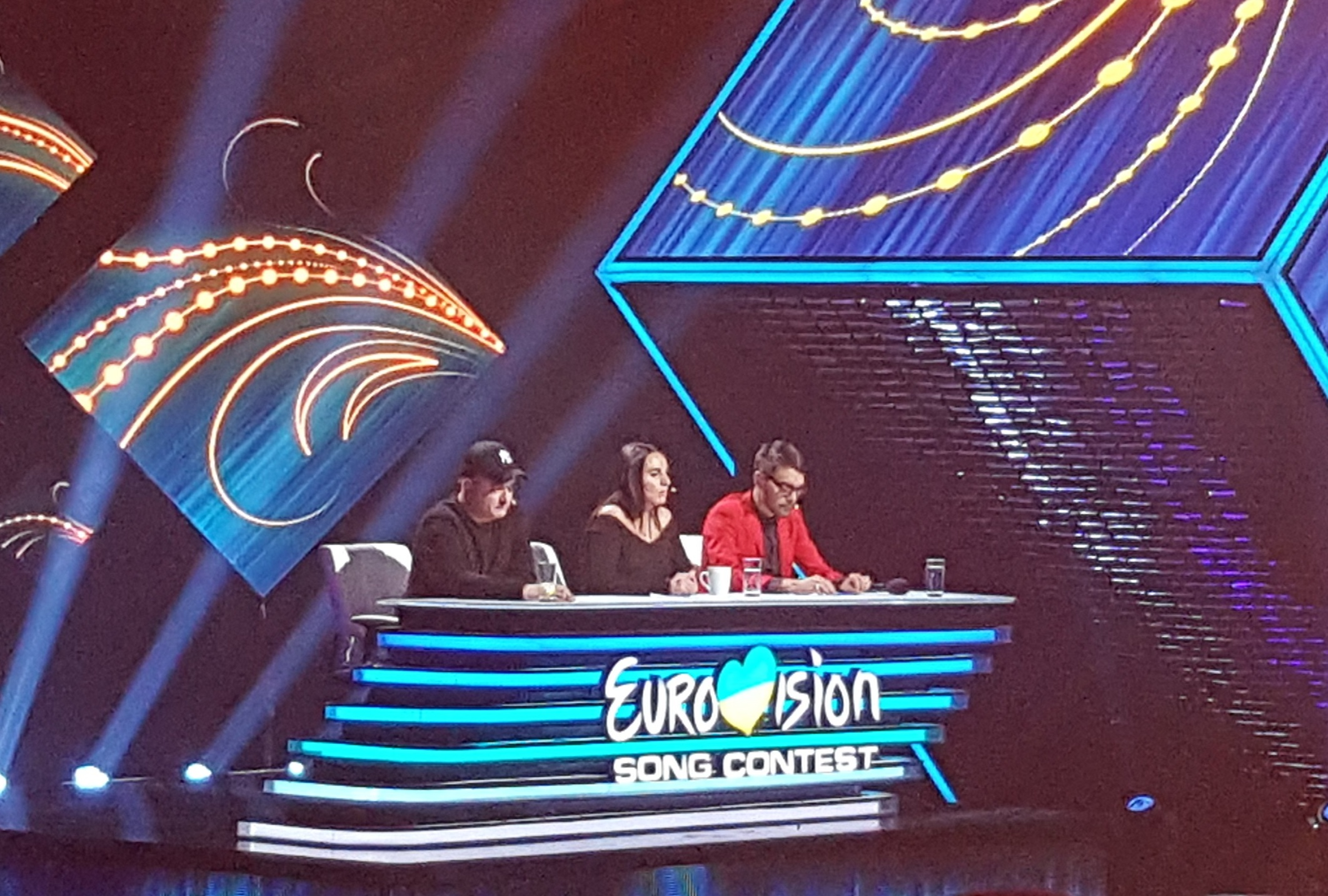
Андрей Данилко в жюри нацотбора на «Евровидении-2018»

С 2016 года — член жюри украинского отбора на Евровидение. С 2016 по 2019 год — наставник в проекте «Х-Фактор».
28 июня 2017 года в Киеве в рамках фестиваля «Atlas Weekend» прошёл концерт, посвящённый возвращению Сердючки на большую сцену СНГ.
12 июля 2018 года Андрей Данилко заявил, что прекращает выступать в образе Верки Сердючки. Последнее выступление перед прощальными гастролями состоялось 13 июля в Одессе. Далее артист планировал устроить серию выступлений в украинских городах.
18 мая 2019 года в финале «Евровидения» принял участие в качестве приглашённой звезды, перепев песню прошлогодней победительницы конкурса Netta — «Toy».

#### 2020-e
4 сентября 2020 года Андрей Данилко как Сердючка выпустил мини-альбом Sexy.
С января 2021 года выступал одним из членов звёздных детективов на ТРК Украина в шоу «Маска». В том же году стал ведущим одного из выпусков юбилейного сезона тревел-шоу «Орёл и решка» совместно с Верой Брежневой.
На конкурсе песни «Евровидение-2023» Данилко в образе Сердючки исполнил песню «Dancing Lasha Tumbai» во время парада флагов в финале шоу вместе с прошлыми украинскими участниками, включая Джамалу, Тину Кароль и «Go A».

## Евровидение

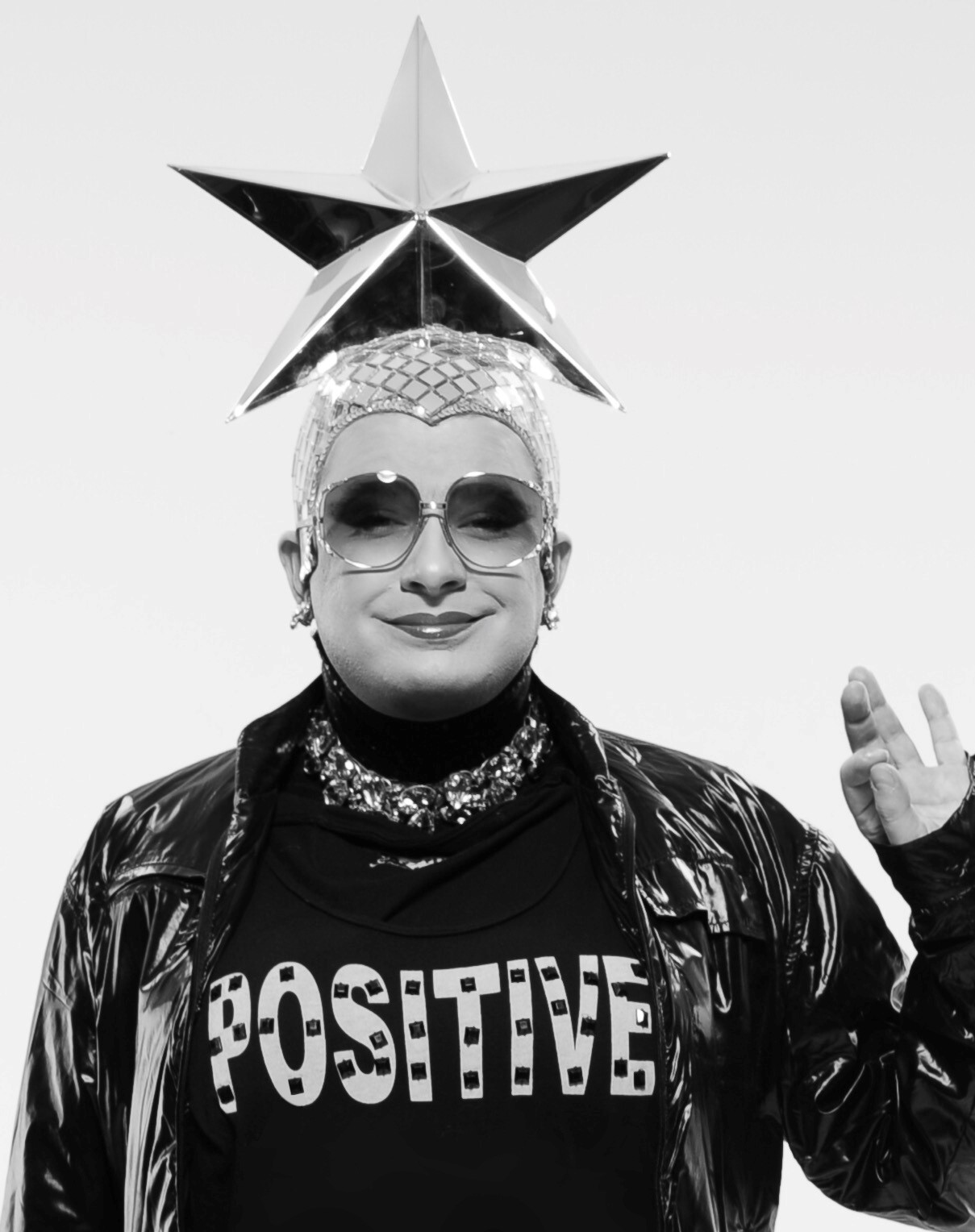
Андрей Данилко на Евровидении

В начале 2004 года Верку Сердючку назвали одним из кандидатов от России на конкурс «Евровидение», но Юрий Аксюта, представитель «Первого канала», опроверг данную информацию. 22 сентября того же года стало известно, что Данилко подал заявку на участие в «Евровидении-2005» от Украины с песней «Люби меня». Пройдя из 200 претендентов в 75, Данилко отказался от дальнейшего участия из-за несовпадения графиков. В начале 2005 года вновь возникли слухи об участии Данилко в российском отборе на конкурс.
Представительница Украины на «Евровидении-2006», Тина Кароль, на конференции ForUm в 2006 году заявила, что хотела бы, чтобы на «Евровидении-2007» страну представил Андрей Данилко.

### Евровидение-2007
9 марта 2007 года по итогам национального отбора стало известно, что Верка Сердючка станет представителем Украины на конкурсе. По словам Андрея Данилко, изначально он предлагал свою кандидатуру Константину Эрнсту, чтобы стать представителем от России, но получил отказ. Сердючка выступила 12 мая на финале конкурса, по результатам которого заняла второе место, набрав 235 баллов.

#### Скандал вокруг текста песни
13 марта 2007 года Артур Гаспарян в выпуске газеты «Московский комсомолец» предположил собственную интерпретацию текста песни. По мнению журналиста, в исполнении Сердючки звучит «I want you sing — Russia goodbye!» («Я хочу, чтоб вы спели — Россия, прощай!»). В следующем выпуске Андрей Данилко дал свой комментарий по поводу текста песни, но Гаспарян назвал такое поведение попыткой «сесть на все стулья разом».
В 20-х числах марта состоялись съёмки программы «Пусть говорят», премьера которой состоялась 29 марта. Темой выпуска стал текст песни «Dancing Lasha Tumbai», где Данилко заявил о неверной интерпретации текста. Но аргументы Андрея Данилко посчитали[кто?] «неубедительными», и вскоре концерты и ТВ-появления в России для Сердючки были ограничены.
По мнению Данилко, данная кампания была организована Константином Эрнстом и Максом Фадеевым, так как Россия планировала получение второго места на конкурсе (см. группа Serebro). Также по мнению Андрея Данилко, победу должна была одержать Верка Сердючка, но из-за экономической ситуации на Украине организаторы конкурса решили выбрать другую страну.
Участие в «Евровидении», по словам Данилко, стало для него не только профессиональным и личным вызовом, но и глобальной точкой отсчёта, открыв новый этап в творчестве артиста. В интервью он признался: «Евровидение» дало лично мне очень много, у меня полностью изменились приоритеты. Моя жизнь разделилась на «до» и «после» «Евровидения».

## Дискография
Студийные альбомы
- 1998 — дебютный мини-альбом «Я рождена для любви»[282]
- 2003 — Ха-ра-шо!
- 2003 — Чита Дрита
- 2005 — После тебя… (инструментальный альбом)[283]
- 2006 — Tralli-Valli
- 2008 — Doremi Doredo
- 2020 — Sexy[284]

## Фильмография
- 2002 — Золушка — Брунхильда / злая сестра
- 2003 — Безумный день, или Женитьба Фигаро — Керубино, паж
- 2003 — За двумя зайцами — Светлана Марковна, мама Гали / маньяк Антон
- 2006 — Первый скорый — камео
- 2007 — Очень новогоднее кино, или Ночь в музее — привидение
- 2015 — Шпион — камео
- 2016 — Слуга народа — Верка Сердючка
- 2018 — Секс и ничего личного — полицейский

## Телевидение
- 1997—2002 — «СВ-шоу» («1+1», «РТР», «ТВ-6»)[285]
- 1999 — «День за днём», «Остров женщин» (ТВ-6, ведущий на одну программу)[61][286]
- 2002[287], 2004, 2007, 2017 — «В гостях у Дмитрия Гордона»
- 2006 — шоу «Улетный отпуск» («Новый канал»)[288]
- 2008—2009 — «Шоу Верки Сердючки» (ТРК «Украина»)[289]
- 2010—2011 — шоу «Зірка + Зірка», «Зірка + Зірка-2» («1+1») (член жюри)[290]
- 2012 — «Субботний вечер» на телеканале «Россия-1»[291]
- 2016—2019 — «Х-фактор» (член жюри)
- с 2016 — «Евровидение. Национальный отбор» (член жюри)
- 2020 — юбилей «Дизель-шоу»[292]
- 2021 — «Орёл и решка» («Интер», «Пятница!») (юбилейный выпуск, совместно с Верой Брежневой)[293][294]
- 2021 — шоу «Маска» («ТРК Украина» (детектив)[295]

## Пародии
- Вадим Казаченко[296]
- Элтон Джон[297]

## Театры
- Театр «Компот»[298]
- Театр пародий Андрея Данилко[299]

## Награды и звания
Почётные звания:
- 2003 — Заслуженный артист Украины[300].
- 2007 — Почётный гражданин Полтавы[301].
- 2008 — Народный артист Украины[302].

Другие награды, премии и общественное признание:
- 1993 — лауреат юмористичкой премии «Курская аномалия».
- 1993 — лауреат конкурса «Всесміх-93» (Киев).
- 1994 — Гран-при фестиваля «Харьковская юморина».
- 1995 — Гран-при фестиваля «Море смеха»[303].
- 2000 — Кубок Аркадия Райкина на Фестивале «Кубок Юмора»[302].
- 2002 — «Золотой Граммофон» за песню «Гоп-гоп».
- 2003 — «Золотой граммофон» за песню «Я не поняла»[304].
- 2003 — «Бриллиантовый диск» за 500 000 проданных экземпляров альбома «Ха-ра-шо!»[305].
- 2004 — «Золотой граммофон» за дуэт с Глюкоzой «Жениха хотела»[306].
- 2004 — «Премия Муз-ТВ» за альбом «Ха-ра-шо»[307].
- 2005 — «Золотой граммофон» за песню «Тук тук тук»[308].
- 2007 — «ZD Awards» в номинации «Персона года»[309].
- 2011 — «Золотой граммофон» за песню «Дольче Габбана»[310].
- 2013 — Специальная премия YUNA «За особые достижения в музыке»[311].
- 2014 — Специальная премия «Евровидения»— «Самая блестящая звезда за всю историю Евровидения»[312].
- 2019 — Награда M1 Music Awards «За вклад в развитие национальной музыкальной индустрии».
- 2021 — Премия YUNA в категории «лучшая песня на иностранном языке» за «Make It Rain Champagne»[313].
- 2022 — Орден «За заслуги» ІІІ степени (23 августа 2022)[314].

## Факты
- Имеет дворянские корни по материнской линии, занимается составлением семейной родословной[315].
- Большой поклонник творчества Фредди Меркьюри. В 2013 году приобрёл на аукционе в Бирмингеме (Великобритания) раритетный Rolls-Royce 1974 выпуска, принадлежавший легендарному солисту группы Queen[316].
- Выступление Верки Сердючки с песней «Dancing Lasha Tumbai» входит в восьмёрку самых ярких номеров за всю историю «Евровидения»[317][318].
- В 2016 году костюм Сердючки с выступления на «Евровидении-2007» попал в музыкальный музей ABBA The Museum (Стокгольм), где в честь 60-летия конкурса прошла интерактивная выставка «Good evening Europe»[319][320].
- В 2019 году в Тель-Авиве (Израиль), накануне финала «Евровидения-2019» сдал генетический тест ДНК. Результат показал у Данилко 54,9 % балтийских, 41,2 % балканских и 3,9 % восточноевропейских корней[321]. Однако специалисты выражают сомнения в точности аутосомного тестирования и в компетентности израильских фирм в отношении генетики восточноевропейцев.
- В 2020 году песня «Dancing Lasha Tumbai» прозвучала в британском сериале «Убивая Еву». В пятой серии третьего сезона главная героиня сериала Вилланель танцует под неё на ежегодном фестивале урожая[322].
- Андрей Данилко заявил, что ему навсегда запретили въезд в ОАЭ[323][324]. Официальная причина не была указана ни в одном документе, к которому у него был доступ[325]. Информационное агентство РБК-Украина со ссылкой на пресс-службу артиста сообщило, что запрет был наложен после выступления Данилко на корпоративе в Дубае в 2022 году, где он выразил проукраинскую позицию, а власти ОАЭ назвали причиной «разжигание межнациональной розни». Сам Данилко заявил, что он выступал не на корпоративе, а на открытом концерте, и что запрет был наложен «по указанию русской верхушки»[326].

## Оценки
Владимир Шахрин, лидер «Чайфа»: «Мне кажется, у нас вся массовая культура вышла из кабака и ярмарки. Этот жанр — „кабак и ярмарка“ — и по сей день остаётся у нас самым востребованным. Мужик-баба, баба-мужик, человек с жабрами, женщина с тремя грудями! Диво дивное!».
Наталья Влащенко в 1998 году в газете «Сегодня» назвала Андрея Данилко «безусловным лидером среди шоуменов».
Аркадий Инин в газете «Труд» выразил своё согласие с украинскими радикал-националистами в требованиях о закрытии «СВ-шоу», а также выразил недоумение: «как прорывается на разные российские каналы этот монстр, позорящий минимальный вкус, здравый смысл и само понятие „юмор“».
Юрий Богомолов в газете «Известия» в 2004 году писал, что Сердючка «стала лидером истинно народного хит-парада», что делает её «феноменом» эстрады. Богомолов отметил, что «чтобы человек влез в шкуру вымышленного персонажа и в продолжение часа общался с реальными лицами и чтобы это было занимательно — задачка, видимо, мало кому по силам».
В начале 2004 года украинская газета «День» выпустила серию статей, где различные представители культуры Украины исследовали «феномен Верки Сердючки», среди которых Сергей Трымбач, Вадим Скуратовский, Дмитрий Киселёв, Пётр Кралюк и другие.
В январе 2005 года Артемий Троицкий включил Данилко в топ «16 преуспевающих людей современной России».

## Отличие Данилко от Сердючки
По словам Данилко, Верка Сердючка — это арт-персонаж, с помощью которого он рассказывает о себе. В то время как Сердючка охарактеризована как «весёлая, самоуверенная, шутит со сцены, за словом в карман не лезет», Андрей Данилко — «тихий, скромный, зажатый, не любит, когда много людей».